# Шеронвилије
Шеронвилије (фр. Chéronvilliers) насеље је и општина у северној Француској у региону Горња Нормандија, у департману Ер која припада префектури Евре.
По подацима из 2011. године у општини је живело 550 становника, а густина насељености је износила 25,57 становника/km². Општина се простире на површини од 21,51 km². Налази се на средњој надморској висини од 215 метара (максималној 219 m, а минималној 180 m).

## Демографија
| 1962. | 1968. | 1975. | 1982. | 1990. | 1999. | 2011. |
| ----- | ----- | ----- | ----- | ----- | ----- | ----- |
| 339   | 341   | 327   | 379   | 377   | 389   | 550   |

График промене броја становника у току последњих година